# Reserve-Infanterie-Brigade 28
Die Reserve Infanterie-Brigade 28 war ein Großverband der Preußischen Armee.

## Geschichte
Mit der Mobilmachung am 2. August 1914 wurde die 28. Reserve Infanterie-Brigade in Düsseldorf aufgestellt und war Teil der 13. Reserve-Division, die im Rahmen des VII. Reserve-Korps an der Westfront operierte. Ihr waren die beiden Reserve-Infanterie-Regimenter 39 und 57 sowie das  Reserve-Jäger-Bataillon Nr. 7 zugeordnet.

### Brigadekommandeure
| Name                      | Datum                                  |
| ------------------------- | -------------------------------------- |
| Karl Gustav Adolf Neumark | 02. August 1914 bis 16. Februar 1915   |
| Wolf von Wolf             | 18. Februar 1915 bis 31. Dezember 1916 |
| Hans Alwin Fricke         | 1. Januar 1917 bis 14. Januar 1919     |

### Kampfhandlungen, Gefechte und Schlachten

#### 1914
- 25. August – 7. September Belagerung und Einnahme von Maubeuge
- 13. September – 20. September  Kämpfe bei Coutecon und Cerny
- 20. September Braye en Laonnais
- 26. September Chivy und Troyon
- 26. Oktober Paiss-Rücken und Chivy
- 2. November  Erstürmung des Steinbruchs bei Beaulne, Kampf um die Ferme de Metz
- 7. November Gefecht bei Ferme de Metz

#### 1915
- 21. Dezember 1915 – 20. Februar 1916 Stellungskämpfe in der Schlacht um Verdun

#### 1916
- 21. Februar – 9. September Schlacht bei Verdun
- 21./22. Februar Haumont
- 23. Februar Höhen  von Brabant
- 26. Februar Côte-Talou
- 27. Februar- 2. September Pfefferrücken
- 6. März : Maasübergang bei Regnéville
- 17.–22. April Erstürmung der Steinbruch-Stellung südlich Haudromont-Ferme
- 12./13. Mai Kämpfe um den Steinbruch südlich Haudromont-Ferme
- 22.–25. Mai Erneute Kämpfe und Wiedereroberung der Steinbruchstellung südlich Haudromont-Ferme
- 4. Juli – 9. September Erneute Kämpfe und Wiedereroberung der Steinbruchstellung südlich Haudromont-Ferme
- 9. September – 17. Dezember Stellungskämpfe vor Verdun
- 24. Oktober Fort Douaumont und Fort Vaux
- 27. November – 17. Dezember Louvemont und Bezonvaux, Stellungskämpfe an der Somme
- 18.–31. Dezember Stellungskämpfe in der Champagne

#### 1917
- 1. Januar – 5. April Stellungskämpfe in der Champagne
- 6. Januar – 27. Mai Doppelschlacht Aisne-Champagne
- 28. Mai – 8. September Stellungskämpfe bei Reims
- 9. September – 9. Oktober Abwehrschlacht bei Verdun
- 10. Oktober – 3. Januar 1918 Stellungskämpfe bei Verdun

#### 1918
- 2. Februar – 7. April Stellungskämpfe vor Verdun
- 10. April – 29. April Schlacht um den Kemmel
- 30. April – 10. Juni Stellungskrieg in Flandern
- 11. Juni - 5. Juli Grenzschutz an der belgisch-holländischen Grenze
- 5. Juli – 4. August Stellungskämpfe in Französisch-Flandern und Artois
- 5. August – 18. August Kämpfe vor der Front Ypern-La Bassée
- 18. August – 27. September Stellungskrieg in Flandern
- 28.. September – 17. OktoberAbwehrschlacht in Flandern
- 18. Oktober – 24. Oktober Nachhutkämpfe zwischen Yser und Lys
- 25. Oktober – 4. November Schlacht an der Lys
- 5. November – 11. November Rückzugskämpfe vor der Antwerpen-Maas-Stellung
- ab 12. November Räumung des besetzten Gebietes und Marsch in die Heimat